# 14702 Бенкларк
14702 Бенкларк (14702 Benclark) — астероїд головного поясу, відкритий 7 січня 2000 року.
Тіссеранів параметр щодо Юпітера — 3,228.